# 特定非営利活動促進法
特定非営利活動促進法（とくていひえいりかつどうそくしんほう、平成10年3月25日法律第7号）は、特定非営利活動法人に関する日本の法律である。一般的にはNPO法と呼ばれている。
所管官庁は、内閣府である。

## 概説

### 目的
特定非営利活動を行う団体に法人格を付与すること並びに運営組織及び事業活動が適正であって公益の増進に資する特定非営利活動法人の認定に係る制度を設けること等により、ボランティア活動をはじめとする市民が行う自由な社会貢献活動としての特定非営利活動の健全な発展を促進し、もって公益の増進に寄与することを目的とする（法第1条）。

### 法における定義
特定非営利活動促進法における定義は、次のとおりである（法第2条）。
特定非営利活動
次に掲げる活動に該当する活動であって、不特定かつ多数のものの利益の増進に寄与することを目的とするものをいう。別表（法第2条関係）
1. 保健、医療又は福祉の増進を図る活動
2. 社会教育の推進を図る活動
3. まちづくりの推進を図る活動
4. 観光の振興を図る活動
5. 農山漁村又は中山間地域の振興を図る活動
6. 学術、文化、芸術又はスポーツの振興を図る活動
7. 環境の保全を図る活動
8. 災害救援活動
9. 地域安全活動
10. 人権の擁護又は平和の推進を図る活動
11. 国際協力の活動
12. 男女共同参画社会の形成の促進を図る活動
13. 子どもの健全育成を図る活動
14. 情報化社会の発展を図る活動
15. 科学技術の振興を図る活動
16. 経済活動の活性化を図る活動
17. 職業能力の開発又は雇用機会の拡充を支援する活動
18. 消費者の保護を図る活動
19. 前各号に掲げる活動を行う団体の運営又は活動に関する連絡、助言又は援助の活動
20. 前各号に掲げる活動に準ずる活動として都道府県又は指定都市の条例で定める活動

特定非営利活動法人
特定非営利活動を行うことを主たる目的とし、次の各号のいずれにも該当する団体であって、この法律の定めるところにより設立された法人をいう。
1. 次のいずれにも該当する団体であって、営利を目的としないものであること。
  - イ 社員の資格の得喪に関して、不当な条件を付さないこと。
  - ロ 役員のうち報酬を受ける者の数が、役員総数の三分の一以下であること。

2. その行う活動が次のいずれにも該当する団体であること。
  - イ 宗教の教義を広め、儀式行事を行い、及び信者を教化育成することを主たる目的とするものでないこと。
  - ロ 政治上の主義を推進し、支持し、又はこれに反対することを主たる目的とするものでないこと。
  - ハ 特定の公職の候補者（当該候補者になろうとする者を含む。）若しくは公職にある者又は政党を推薦し、支持し、又はこれらに反対することを目的とするものでないこと。

### 原則
特定非営利活動法人は、特定の個人又は法人その他の団体の利益を目的として、その事業を行ってはならなず、また特定の政党のために利用してはならない(法第3条)。

### 役員の定数
特定非営利活動法人の役員として、3人以上の理事、ならびに1人以上の監事を必置とする(法第15条)。

## 構成
- 第1章 総則（第1条・第2条）
- 第2章 特定非営利活動法人
  - 第1節 通則（第3条 - 第9条）
  - 第2節 設立（第10条 - 第14条）
  - 第3節 管理（第14条の2 - 第30条）
  - 第4節 解散及び合併（第31条 - 第40条）
  - 第5節 監督（第41条 - 第43条の3）
- 第3章 認定特定非営利活動法人及び特例認定特定非営利活動法人
  - 第1節 認定特定非営利活動法人（第44条 - 第57条）
  - 第2節 特例認定特定非営利活動法人（第58条 - 第62条）
  - 第3節 認定特定非営利活動法人等の合併（第63条）
  - 第4節 認定特定非営利活動法人等の監督（第64条 - 第69条）
- 第4章 税法上の特例（第70条・第71条）
- 第5章 雑則（第72条 - 第76条）
- 第6章 罰則（第77条 - 第81条）
- 附則
- 別表

## 制定経緯
1995年の阪神・淡路大震災を契機に市民活動団体、ボランティア団体等で法人格の必要性がクローズアップされた。
市民活動団体の法人格取得を容易にするための国会への法案提出はまず、新進党案として、市民公益活動を行う団体に対する法人格の付与等に関する法律案が、平成7年11月7日に第134回国会で衆議院に提出されたが、第137回国会まで継続審議となり、衆議院解散で廃案になった。
第139回国会において、新進党が、市民公益活動を行う団体に対する法人格の付与等に関する法律案を、1996年11月29日に再提出し、自民・社民・さきがけ連立与党は、市民活動促進法案を1996年11月29日に提出した。
この2法案は、第140回国会まで継続審査となり、この国会で、共産党案として、非営利団体に対する法人格の付与等に関する法律案が、1997年3月14日に提出された。
与野党提出の3法案は、1997年6月6日の本会議において、新進党案及び共産党案が否決され、自民・社民・さきがけ連立与党案の市民活動促進法案に民主党の修正を加えたものが、衆議院本会議で可決された。
参議院においては、第142回国会まで継続審議となり、参議院自民党が「市民」の語への反発から「市民活動」を「特定非営利活動」にするなどの修正要求を行い、これを与党が受け入れ、1998年3月4日の参議院本会議で、賛成票　217、反対票　2（新社会党）のほぼ全会一致で可決された。
1998年3月19日に、この参議院修正を衆議院が全会一致で同意し、法案は成立した。

## 主な法改正
- 2003年（平成15年度）特定非営利活動（別表）の範囲拡大や暴力団排除の強化等
- 2010年 (平成22年度) 認定手続の簡素化等を実施
- 2011年 (平成23年度) 税制控除との選択制の導入等
- 2012年 (平成24年度) 仮認定制度の導入等
- 2016年 (平成28年度) 制度の使いやすさと信頼性向上のための措置等
- 2020年 (令和2年度) NPO法人の設立及び運営の手続をより迅速かつ簡素化